# دوسه-آلین
دوسه-آلین (روسی: Дуссе-Алинь) یک رشته‌کوه در سرزمین خاباروفسک کشور روسیه است.